# Bergisel
De Bergisel is een 746 meter hoge heuvel in het zuiden van het stadsdeel Wilten van de stad Innsbruck in de Oostenrijkse deelstaat Tirol. De heuvel ligt aan de rivier de Sill, waar het Wipptal uitmondt in het Inndal.
De naam is afgeleid van de Latijnse naam Burgusinus, wat berg betekent, en is later verbasterd tot het Duitse Bergisel. Archeologische vondsten hebben aangetoond dat de heuvel al lange tijd geleden gebruikt werd als offerplaats en reeds gedurende de ijstijd bewoond werd.
Onder de Bergisel door lopen tunnels voor zowel de Brennerspoorlijn als de Brenner Autobahn. Aan de voet van de heuvel ligt de Sillkloof. Het gebied hieromheen wordt door veel Innsbruckers gebruikt voor recreatie.

## Geschiedenis
In 1809 vormde de heuvel viermaal het toneel voor de Slagen bij de Bergisel, toen tijdens de Tiroolse Volksopstand het napoleontische Franse leger en zijn bondgenoten werden verslagen door een Tirools verzetsleger onder leiding van de Tiroolse vrijheidsstrijder Andreas Hofer. Ter nagedachtenis aan deze veldslagen werd in 1892 op de heuvel een gedenkteken voor Andreas Hofer onthuld. De gebeurtenissen tijdens de derde Slag bij Bergisel op 13 augustus 1809 zijn afgebeeld op het zogenaamde Riesenrundgemälde, een panoramaschildering in Innsbruck.

## Sport
Sinds 1952 is Innsbruck een van de deelnemende plaatsen aan het Vierschansentoernooi. Nadat er eerst een kleinere schans stond, werd voor de Olympische Winterspelen van 1964 uit beton de Bergiselschans gebouwd, die ook voor de Winterspelen van 1976 gebruikt werd. Omdat deze schans na verloop van tijd niet meer aan alle veiligheidseisen voldeed, werd in 2003 een nieuwe schans geopend, ontworpen door de Iraaks-Britse architect Zaha Hadid.
Het Bergiselstadion was vanaf 1993 ook thuishaven voor het Air & Style Snowboard Festival, totdat op 4 december 1999 bij de westuitgang van het Bergiselstadion paniek uitbrak, waardoor een tribune instortte en vijf jonge vrouwen om het leven kwamen en vele andere jongeren zwaargewond raakten. Nadien is dit evenement verhuisd naar Seefeld.

## Bereikbaarheid
De Bergisel is bereikbaar via de Stubaitalspoorlijn, station Sonnenburgerhof, of via tramlijn 1 vanuit Innsbruck, station Bergisel.
- Gemeinsame Normdatei: 4069277-2
- Library of Congress Control Number: sh2010005796
- Nationale Bibliotheek van Israël: 987007602143205171
- Virtual International Authority File: 236808504